# カラバ
- 機動戦士Ζガンダム > カラバ
- 機動戦士ガンダムΖΖ > カラバ

カラバはアニメ『機動戦士Ζガンダム』および『機動戦士ガンダムΖΖ』に登場する架空の社会ネットワーク。

## 概要
それまで個々に活動していた反連邦政府組織が30バンチ事件を皮切りにティターンズの脅威に対抗するために反連邦ネットワークとして組織化された。そのため本拠地と呼べる拠点は存在しない。
宇宙空域での反地球連邦組織エゥーゴに対し、地球上の活動を行っている。参加者も元ホワイトベースクルーのハヤト・コバヤシら地球連邦軍人が中心である。
上述の経緯から制服は特に定められておらず、ハヤトやアムロらアウドムラのクルーの多くは、地球連邦正規軍のワッペンが着いた、連邦軍制式の黒いフライト・ジャケット（ティターンズのものとワッペン違いの同型）を着用している。
エゥーゴが地球で活動する際の協力や、ティターンズ基地攻撃など重要な役割を果たしており（グリプス戦役）、グリプス戦役後は、ジオン残党最大勢力であったアクシズ（後にネオ・ジオンと改める）が再び力を蓄えて地球圏へ舞い戻ってきた際も、ティターンズの崩壊とペズンの反乱で混乱している地球連邦軍に代わって、エゥーゴと共に反撃する等の活躍を見せている。ネオ・ジオンがダブリンへのコロニー落としを敢行した際にハヤト・コバヤシは戦死する（第一次ネオ・ジオン抗争）。エゥーゴと同じく第一次ネオ・ジオン抗争時にその戦力のほとんどを失ったことで、その後の連邦内で重要な役割を担うことはできなかった。
クワトロ・バジーナはカラバの名称については好印象を持っておらず（「好きではない」との発言より）、「中世の秘密結社のような名前」と評して周囲を笑わせた。

## 主な所属人物
- アムロ・レイ
- ハヤト・コバヤシ
- ベルトーチカ・イルマ
- ノーマン
- カイ・シデン（『機動戦士Ζガンダム デイアフタートゥモロー ―カイ・シデンのレポートより―』のみ）
- テックス・ウェスト（『ガンダム・センチネル』の登場人物。グリプス戦役終結後は地球連邦軍α任務部隊に所属。）
- ボッシュ・ウェラー（『機動戦士ガンダムF90』の登場人物。『機動戦士ガンダムF90FF』にてカラバに所属していた事が判明した。）

## 主要スポンサーとその関係者
ルオ商会
- ルオ・ウーミン
- ステファニー・ルオ

## 主な所有兵器

### モビルスーツ
- MSK-008 ディジェ
- RMS-099 リック・ディアス
- MSA-003 ネモ
- RGM-79R ジムII
- RGM-86R ジムIII
- RMS-099B (RMS-099RS) シュツルム・ディアス（小説版『機動戦士ガンダムΖΖ』でのアムロ機）

劇中未登場
- MAK-005S ギャプラン改
- MSA-005K ガンキャノン・ディテクター
- SA-008(RGM-87) バージム「漫画『ダブルフェイク アンダー・ザ・ガンダム』より」
- MSK-008 ディジェSE-R
- MSZ-006A1 ΖプラスA1型（アムロ専用機もあり）
- MSS-009 ジェモ
- ハーフゼータ
- ジム改［ワグテイル］
- ワグテイルII
- ワグテイルIIex
- ハイザック［アイリス］
- ハイザック［エピテンドルム］

### 艦船・航空機
- ガルダ級超大型輸送機「アウドムラ」
- アーガマ
- ド・ダイ改
- B-70 バルキリー
- ザンジバル級機動巡洋艦「ケラウノス」
- ガウ改級輸送機「アトバラナ」
- ユーコン